# Shiai
Shiai [ɕiai] (jap. 試合, Wettkampf, Turnier, Match) bezeichnet den Wettkampf oder das Wettkampftraining im Budō, den japanischen Kampfkünsten. Die beiden Silben separat betrachtet bedeuten Versuch und Zusammentreffen. Sinngemäß steht dem Shiai das Randori – der Übungskampf – gegenüber.

## Wettkampf
Shiai wird im Allgemeinen von zwei Kontrahenten ausgetragen. Der Wettkampf wird je nach Sportart in unterschiedlichen Punktsystemen durchgeführt, bei dem der Mattenrichter (Schiedsrichter) den Kampf nach jeder erfolgten Wertung unterbrechen kann. Kampfgewinn erfolgt durch Erreichen einer bestimmten Punktwertung (beispielsweise im Judo und Shobu-Ippon-Kumite im Karate), durch Aufgabe des Partners oder durch Punktsieg nach Wettkampfende.
Weiterhin gibt es Shiai-Formen, bei denen mehr als zwei Personen gegeneinander antreten, so zum Beispiel im Kendō-Wettkampf als Teamwettkampf.
Nicht immer wird der Kampf physisch gegeneinander ausgetragen, sondern existiert auch der Wettkampf als Kata-Shiai. Dabei führen Einzelpersonen oder Paare Katas mit festgelegter Bewegungsabfolge vor und die korrekteste Umsetzung der Kata gewinnt. Diese Art von Wettkampf gibt es z. B. im Judo, Jiu Jitsu und Karate.

## Wettkampftraining
Häufig – insbesondere im Wettkampf-Karate – auch als Shiai-Kumite bezeichnet, kann das Wort Shiai auch verkürzt für das Wettkampftraining stehen. Dabei werden unter mehr oder weniger realistischen Bedingungen, also unter Umständen mit Schiedsrichter und Schutzausrüstung, Wettkampfsituationen geübt, besonderes Augenmerk auf Wettkampftaktik und Reaktionstraining gelegt.